# Service de contrôle financier (Azerbaïdjan)
Le Service de contrôle financière de l'Azerbaïdjan est une entité juridique publique dont le rôle est la coordination des politiques, la réglementation globale et la supervision dans le domaine de la lutte contre le blanchiment d'argent et le financement du terrorisme dans le pays de l'Azerbaïdjan. 
Le Service de contrôle financier a été créé par le décret n ° 66 du Président de la République d'Azerbaïdjan du 23 février 2009. Le Service de contrôle financier est l'autorité qui met en œuvre les pouvoirs identifiés par la législation sur la prévention des fonds obtenus illégalement et l'utilisation d'autres biens dans le financement du terrorisme conformément aux normes internationales.
Le principal objectif du Service de contrôle financière est de contrôler le respect des exigences de prévention des fonds ou autres biens obtenus de manière criminelle et du financement du terrorisme, conformément à la loi azerbaïdjanaise. Il se concentre également sur la mise en œuvre de la politique et de la réglementation globale dans le domaine concerné, ainsi que sur la coordination de l'activité des entités de contrôle, des autres personnes impliquées dans le contrôle, des autorités de contrôle et d'autres autorités de l'État, garantissant globalement la transparence et l'efficacité.

## Histoire
Selon le décret n ° 760 du président de l'Azerbaïdjan, daté du 3 février 2016, une entité juridique de droit public - l'Autorité de surveillance du marché financier de l'Azerbaïdjan a été créée et, par conséquent, le service de surveillance financière a poursuivi ses activités en tant que division structurelle de la autorité.
Le Service de contrôle financière a été séparé de l'Autorité de contrôle des marchés financiers par le décret n ° 95 du Président de l'Azerbaïdjan, daté du 25 mai 2018. Actuellement, le Service continue de fonctionner en tant qu'entité juridique de droit public.
Conformément au décret portant modification de la «Charte du service de surveillance financière de la République d'Azerbaïdjan» du président de l'Azerbaïdjan, daté du 24 février 2020, et approuvé par le décret n ° 215 du 18 juillet 2018, le service de contrôle financière a commencé opérer sous la tutelle du ministère de l'Économie de l'Azerbaïdjan afin d'assurer l'indépendance de ses activités

## Droits de SCF
Le SCF remplit les fonctions suivantes conformément au périmètre d'activités défini par la présente Charte:
- Effectue une surveillance dans le domaine pertinent, reçoit, recueille et analyse les informations des entités de surveillance, d'autres personnes impliquées dans la surveillance, ainsi que celles accessibles ou obtenues à partir d'autres sources connues, et prend des mesures sur les résultats.

- Adopte des règlements dans le domaine connexe.

- Effectue une analyse de l'efficacité de la situation dans la lutte contre la légalisation de fonds ou d'autres biens obtenus de manière criminelle et le financement du terrorisme, examine les processus, élabore des propositions et des recommandations.

- Adopte des critères (indicateurs spéciaux) pour la détection des transactions soumises à surveillance.

- Adopte le règlement sur la soumission d'informations tel que stipulé par la loi LBC / FT par les entités de contrôle et autres personnes impliquées dans le contrôle;

- Adopte une réglementation simplifiée de la diligence raisonnable telle que stipulée par la loi LBC / FT.

- Définit la liste des transactions avec des fonds et autres biens à déclarer par le suivi des participants au Service et le seuil minimal de leurs montants généraux tel que stipulé par la loi LBC / FT.

- Approuve et publie la liste des personnes sur la base des résolutions du Conseil de sécurité des Nations unies, ainsi que de la législation de la République d'Azerbaïdjan et des traités internationaux auxquels elle est partie, puis communique cette liste aux participants au suivi et aux autres personnes impliquées directement dans le suivi ou par l’intermédiaire des autorités de contrôle compétentes.

- Définit et publie la liste des pays soupçonnés de légalisation de fonds ou d'autres biens criminellement obtenus, de financement du terrorisme, de soutien aux tendances dangereuses de la criminalité transnationale organisée, du séparatisme armé, de l'extrémisme et du mercenaire, de la participation à des ventes de stupéfiants illégaux et autres la production ou la circulation de substances psychotropes, et qui ne nécessitent pas de divulgation d'informations d'identification lors de la conduite de transactions financières, communique ensuite cette liste aux participants au contrôle et aux autres personnes impliquées dans le contrôle directement ou par l'intermédiaire des autorités de contrôle compétentes.

- Définit les exigences relatives au développement des systèmes de contrôle interne mis en place par les entités de contrôle et les autres personnes impliquées dans le contrôle, qui sont des personnes morales, et établit les exigences de qualification (spécialisation professionnelle et expérience) des personnes responsables de l'organisation des systèmes de contrôle interne.

- Effectue la surveillance du respect de la loi LAB / CFT par les prêteurs sur gages et les personnes physiques ou morales qui fournissent des services d'intermédiation lors de l'achat ou de la vente de biens immobiliers et détermine les règles pour la conduite de cette surveillance.

- Définit la forme de soumission des informations statistiques sur les infractions liées à la légalisation de fonds ou d'autres biens obtenus de manière criminelle et au financement du terrorisme, après accord avec les autorités étatiques concernées.

- Soumet des informations sur la légalisation de fonds ou d'autres biens obtenus de manière criminelle au Bureau du Procureur général de la République d'Azerbaïdjan, et des informations sur le financement du terrorisme au Service de la sécurité de l'État de la République d'Azerbaïdjan et obtient des commentaires de leur part.

- Obtenir des informations sur la non-conformité des entités de contrôle et des autres personnes impliquées dans le suivi avec les exigences de la loi LAB / CFT, soumettre ces informations aux autorités de contrôle compétentes pour exécution à ces personnes administratives ou stipulées par la législation de la République d'Azerbaïdjan prend d’autres mesures et obtient des commentaires de leur part.

- Fournir des informations sur la légalisation de fonds ou d'autres biens obtenus de manière criminelle, des crimes commis pour obtenir ces fonds ou d'autres biens ou le financement du terrorisme aux forces de l'ordre compétentes et aux autres autorités de l'État conformément à la législation de la République d'Azerbaïdjan et obtenir des commentaires de leur part.

- Conduite des inspections conformément à la loi LBC / FT et réception des rapports.

- Envoyez des demandes d'informations (documents) aux organes et institutions de l'État, aux organes autonomes locaux, aux personnes morales et aux particuliers, et reçoit ces informations (documents) de leur part.

- Étudiez l'expérience internationale dans le domaine pertinent et élabore des propositions sur la mise en œuvre de méthodes et d'installations efficaces, participe à la mise en œuvre des accords internationaux auxquels la République d'Azerbaïdjan est partie et veille au respect des obligations internationales.

- Préparez des rapports statistiques sur le domaine concerné.

- Fournir aux entités de contrôle et aux autres personnes impliquées dans le contrôle qui sont tenues de soumettre des informations, un retour d'information adéquat et approprié

- Veiller à l'utilisation effective prévue des fonds budgétaires, prêts, subventions et autres ressources financières alloués au Service.

- Fournir un régime approprié pour le stockage et la protection des informations qui constituent les secrets d'État et commerciaux ou d'autres secrets protégés par la loi, ainsi que d'autres informations officielles et / ou confidentielles obtenues dans le cadre de ses activités.

- Stocker et protéger les documents d'archives de la manière prescrite par la loi.

- Tenir compte de l'expérience internationale prend des mesures concernant l'application des technologies modernes de l'information et de la communication dans l'activité du Service.

## Gestion du SCF
Le SCF est géré par le Directoire, qui en assure la gestion et la supervision. Le Bureau exécutif se compose de trois personnes - Président du Bureau exécutif, deux députés nommés et révoqués par le Président de la République d'Azerbaïdjan. 
Le Directoire exerce les fonctions suivantes :
- détermine les orientations de développement du SCF.
- présente des suggestions et des documents au Président de la République d'Azerbaïdjan afin de mettre en œuvre les autorités du fondateur.
- rédige le rapport annuel sur l'activité du SCF et le présente au Président de la République d'Azerbaïdjan.
- examine les projets d'actes juridiques relatifs à l'amélioration du fonctionnement du SCF, présente ces projets aux autorités et institutions publiques compétentes.
- veille à ce que les fonds prévus au paragraphe 3.1.23 de la Charte soient utilisés efficacement.
- examine les candidatures des membres du Directoire et prend des décisions.
- approuve la liste du personnel dans le cadre de la caisse salariale et du nombre d'employés déterminés, ainsi que les estimations de coûts dans le cadre du budget alloué.
- approuve le règlement intérieur de l'activité du SCF, les descriptions de poste et les statuts des unités structurelles en tenant compte du paragraphe 4.7.6 de la Charte.
- détermine les règles et conditions qui excluent les conflits d'intérêts dans les activités du Directoire et du personnel, supervise leur mise en œuvre.